# Sardar Azmoun
Sardar Azmoun (em persa: سردار آزمون; Gonbad-e Kavus, 1 de janeiro de 1995) é um futebolista iraniano que atua como centroavante. Atualmente joga no Shabab Al-Ahli, dos Emirados Árabes.

## Carreira
Sardar Azmoun representou a Seleção Iraniana na Copa da Ásia de 2015,[carece de fontes?] na Copa do Mundo de 2018, na Copa da Ásia de 2019 e na Copa do Mundo de 2022.

## Títulos
Zenit
- Campeonato Russo: 2018–19, 2019–20, 2020–21 e 2021–22
- Copa da Rússia: 2019–20
- Supercopa da Rússia: 2020 e 2021

### Artilharias
- Liga dos Campeões Dois da AFC de 2024–25: (9 gols)[3]